# Ayenia peregrina
Ayenia peregrina là một loài thực vật có hoa trong họ Cẩm quỳ. Loài này được Cristóbal mô tả khoa học đầu tiên năm 2003.